# トールド・アンド・アントールド
『トールド・アンド・アントールド』（原題：Stories Told & Untold）は、バッド・カンパニーが1996年に発表した通算12作目のスタジオ・アルバム。ロバート・ハート加入後としては2作目に当たる。

## 解説
ポール・ロジャース在籍時に発表された曲のセルフ・カヴァー7曲、ロバート・ハート加入後に作られた新曲6曲、それにカントリー・ミュージシャンのヴィンス・ギルが1992年にシングル・ヒットさせた曲「アイ・スティル・ビリーヴ・イン・ユー」のカヴァーから成る。CDブックレットに記載された手書きのトラック・リストには、セルフ・カヴァーに「Told」、その他の曲に「Untold」と記載されている。レコーディングは主にアメリカのテネシー州で行われたが、ミック・ラルフスのギター・パートのレコーディングはイングランドで行われた。
本作の「オー・アトランタ」にはヴィンス・ギルとアリソン・クラウスがゲスト参加しており、クラウスは本作に先駆けて、自身のアルバム『Now That I've Found You: A Collection』（1995年）で同曲をカヴァーしている。更にベッカ・ブラムレット、キム・カーンズ、リッチー・サンボラ等がゲスト参加した。
セールス的には大きな成功に結び付かず、アメリカではBillboard 200入りを逃した。

## 収録曲
1. ワン・オン・ワン - "One on One" (Robert Hart, Dave Colwell) - 4:01
2. オー・アトランタ - "Oh, Atlanta" (Mick Ralphs) - 3:41
3. ユア・ネヴァー・アローン - "You're Never Alone" (R. Hart, D. Colwell) - 4:37
4. アイ・スティル・ビリーヴ・イン・ユー - "I Still Believe in You" (Vince Gill, John Barlow Jarvis) - 4:37
5. レディ・フォー・ラヴ - "Ready for Love" (M. Ralphs) - 4:36
6. ウェイティング・オン・ラヴ - "Waiting on Love" (R. Hart, Simon Kirke) - 4:32
7. キャント・ゲット・イナフ - "Can't Get Enough" (M. Ralphs) - 3:41
8. イズ・ザット・オール・ゼア・イズ・トゥ・ラヴ - "Is That All There Is to Love" (R. Hart, S. Kirke) - 3:33
9. ラヴ・ソー・ストロング - "Love So Strong" (R. Hart, D. Colwell, S. Kirke) - 3:49
10. シルヴァー・ブルー・アンド・ゴールド - "Silver, Blue and Gold" (Paul Rodgers) - 3:38
11. ダウンポア・イン・カイロ - "Downpour in Cairo" (R. Hart, S. Kirke) - 3:47
12. シューティング・スター - "Shooting Star" (P. Rodgers) - 5:17
13. シンプル・マン - "Simple Man" (M. Ralphs) - 4:36
14. ウィープ・ノー・モア - "Weep No More" (S. Kirke) - 3:57
  - 本編終了後に隠しトラックあり。

### 日本盤ボーナス・トラック
1. ステイ - "Stay (One More Night)" (R. Hart, D. Colwell)

## 参加ミュージシャン
- ロバート・ハート - ボーカル
- ミック・ラルフス - ギター、スライドギター
- デイヴ・コールウェル - ギター
- リック・ウィルス - ベース
- サイモン・カーク - ドラムス

アディショナル・ミュージシャン
CD英文ブックレットに記載されたクレジットを元に作成。
- ヴィンス・ギル - エレクトリック・ギター・ソロ(on #2)
- アリソン・クラウス - フィドル(on #2)、バックグラウンド・ボーカル(on #2, #5)
- マット・ローリングス - ピアノ(on #2, #8, #10, #14)
- バリー・ベケット - エレクトリックピアノ(on #2)
- ジム・キャパルディ - パーカッション(on #2)
- ビル・クオモ - シンセサイザー(on #3, #4, #6)
- ティモシー・B・シュミット - バックグラウンド・ボーカル(on #3, #4, #5, #6)
- ジェフ・ボヴァ - シンセサイザー(on #4, #8)
- カール・マーシュ - シンセサイザー(on #4, #8)
- マックス・カール - バックグラウンド・ボーカル(on #4, #5, #11)、パンプ・オルガン(on #14)、ハモンドオルガン(on #14)
- ゲイル・メイズ - クワイア指揮(on #4)
- Yvonne Hodges, Cedric Sesley, Armirris Palmore, Juanita L. Edwards, Gavin Sesley, Anastasia Walker, Ann McCrary, Reginald Reid, Duawne Starling, John Primm, Demetna Slayden, Angela Primm, Teresa Verge, Shonte Johnson - クワイア(on #4)
- ジョン・ホブス - ハモンドオルガン・ソロ(on #6)、ピアノ・ソロ(on #11)
- ベッカ・ブラムレット - バックグラウンド・ボーカル(on #7)
- ファッツ・カプリン - アコーディオン(on #10, #11)
- キム・カーンズ - バックグラウンド・ボーカル(on #10, #12)
- ジョシュ・レオ - ギター・ソロ(on #12)
- リッチー・サンボラ - 12弦アコースティック・ギター(on #12)
- ディーン・ハワード - ギター(on #14)
- クリス・ダン、ダグ・モフェット、デニス・ソウルズ、ヴィンセント・チェセールスキー、ウィリアム・ファニング - ホーン・セクション(on #14)